# Villa romana della Consolata
La Villa Romana della Consolata è un edificio di epoca romana oggi salvaguardato come sito archeologico, situata in via Grand-Tournalin nel comune di Aosta, nella località denominata Notre-Dame-de-la-Consolation (colloquialmente anche, Consolata).

## Storia

### La scoperta

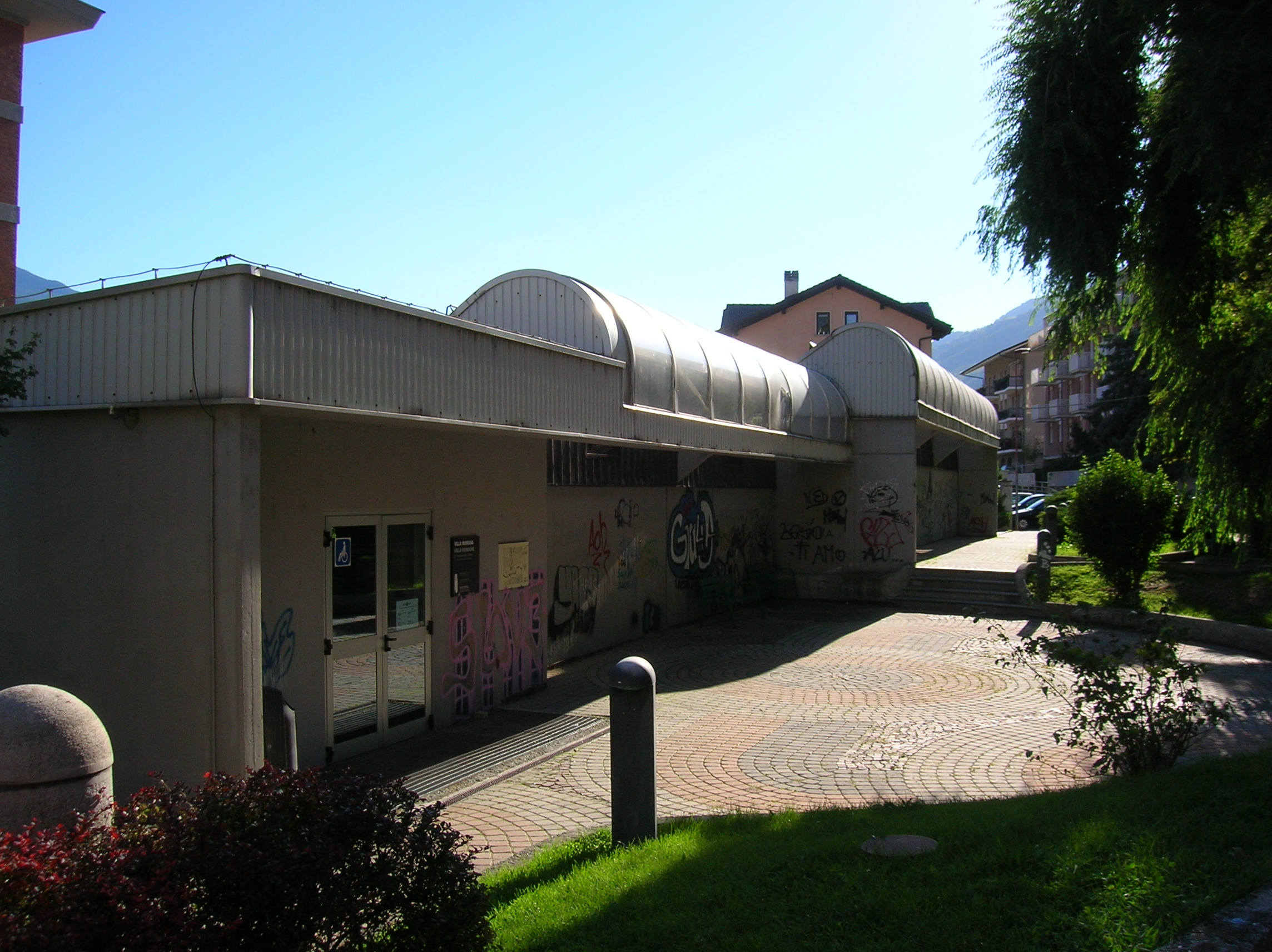
Ingresso della struttura che ricopre la Villa romana della Consolata

Nel febbraio 1971, nel corso di scavi per la costruzione di un palazzo, venne scoperta una villa romana. Gli scavi vennero continuati e finiti sotto la direzione di Rosanna Mollo Mezzena. Oggi questa villa è protetta da una struttura in ferro ed è visitabile tramite una passerella rialzata lungo la quale si trova una serie di pannelli informativi.

## La villa

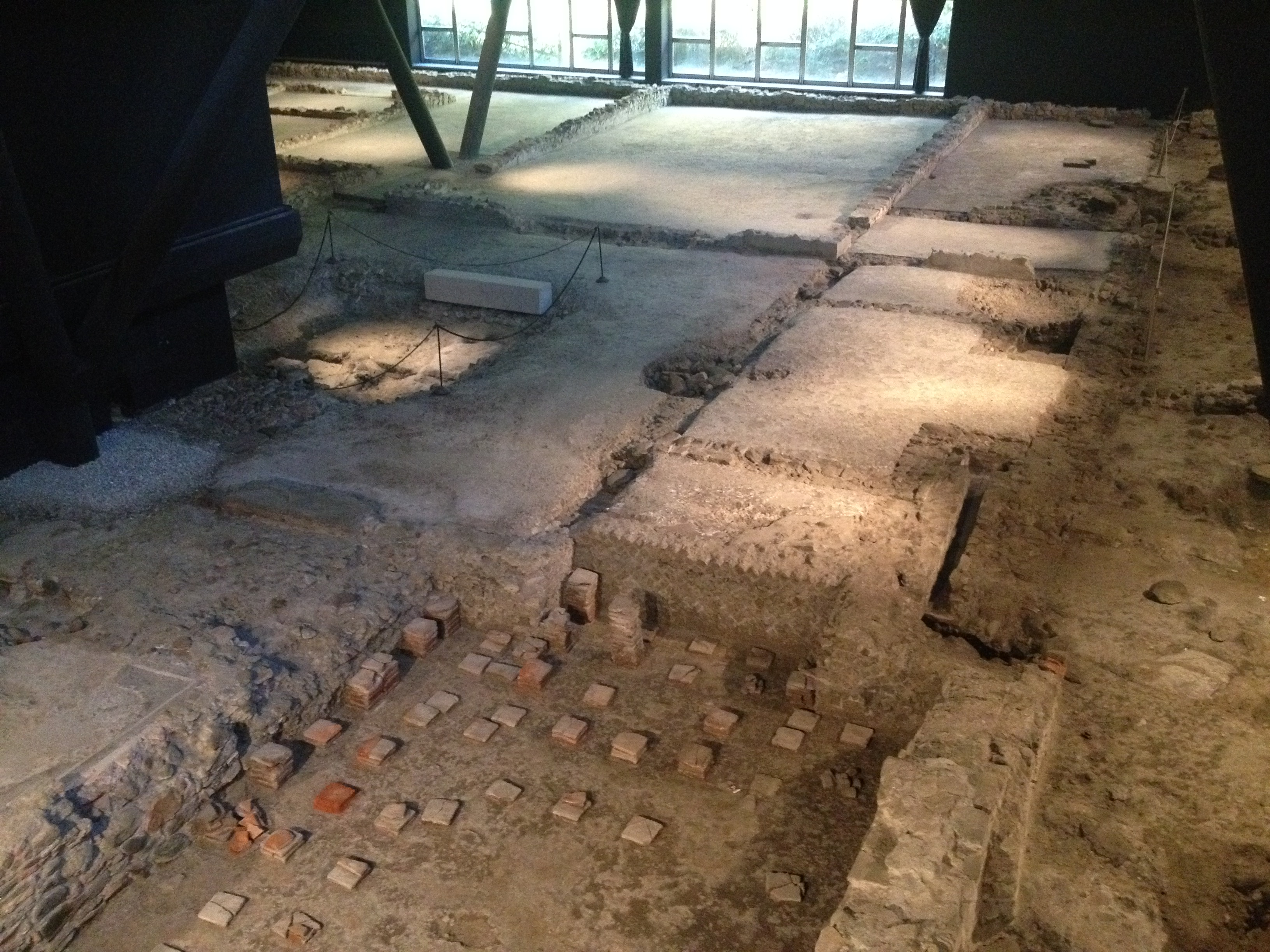
Alcuni ambienti della villa

Questa villa, risalente al periodo tardorepubblicano (primo secolo a.C.), era di tipo urbano-rustico; intorno alla quale si coltivavano terreni e, all'interno della villa, si preservavano i viveri. Era anche una residenza estiva di un patrizio e vi lavoravano molti schiavi. Poi venne abbandonata e, tra il quarto secolo e il quinto secolo d.C., vi sorsero delle tombe nei dintorni. Nella villa c'erano diverse stanze tra cui Culina (cucina), Horrea (magazzini), Cubicula (stanza da letto), Triclinium (sala da pranzo), Calidarium/frigidarium/tepidarium (bagno caldo/freddo/tiepido), Tablinum (soggiorno/studio) e altre mai portate alla luce.

### LaCulina
La Culina era adiacente al bagno caldo e ai magazzini. Era formata da un banco in pietra sotto al quale c'era una nicchia collegata con lo spazio sottostante il bagno caldo chiamata praefurnium al cui interno era acceso il fuoco.

### Glihorrea
Gli horrea erano degli ampi spazi usati come magazzini per le merci. Uno di essi è rialzato mentre in un altro si trovano i resti di colonnine destinate a sorreggere un pavimento perduto e a creare il cosiddetto "vuoto sanitario", cioè uno spazio che isola il pavimento dall'umidità del terreno e che serve per conservare merci deperibili.

### Icubicula
I pavimenti dei cubicula sono fatti con la tecnica dell'opus signinum e cioè con decorazione a mosaico. Nel cubiculum più a nord c'è il disegno di foglie lanceolate inscritte in una circonferenza e circondate da una cornice a meandro. In quella più a sud c'è una ripetizione di motivi a squame.

### Iltriclinium
Nel triclinium si trova un pavimento in opus signinum (cocciopesto); questo spazio è riservato ai banchetti dei padroni di casa, vi erano letti detti klinai su cui si consumavano i pasti.

### Le terme

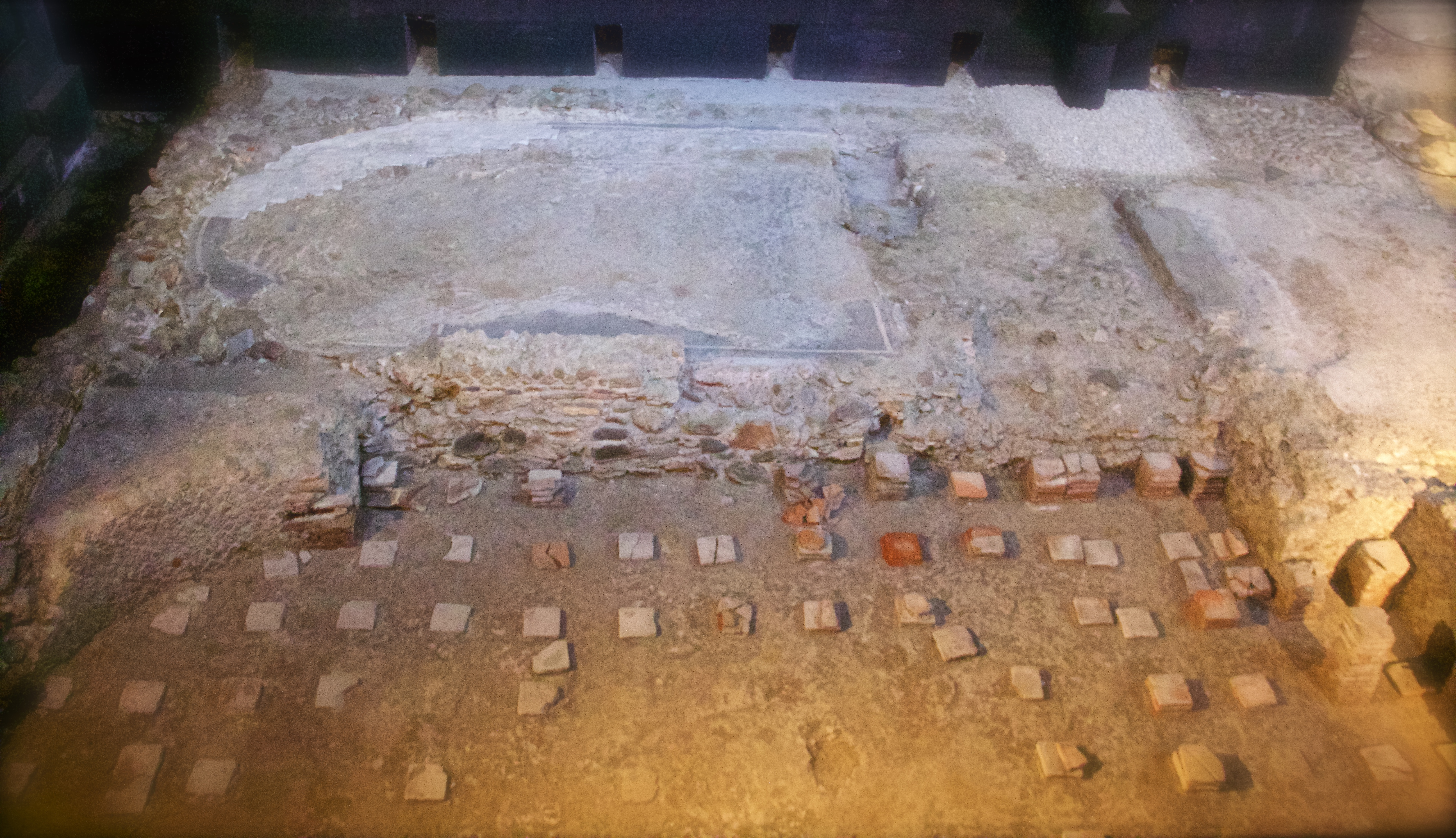
Calidarium e tepidarium.

La villa dispone di un impianto termale privato, simile a quello delle terme pubbliche, che consiste in calidarium, frigidarium e tepidarium. Nel calidarium c'era un'intercapedine sottostante il pavimento ove scorreva l'aria calda proveniente dal praefurnium; il calore scorreva anche attraverso condutture sui muri dette tubuli. Il calidarium è composto da due vasche: una rettangolare e l'altra semicircolare. Nel tepidarium c'è un pavimento in opus tessellatum e cioè ricoperto di tessere a mosaico.

### Iltablinum
Nel tablinum vi è un pavimento in opus signinum, ma in precedenza era in opus sectile (marmo). Sul pavimento si ripete il motivo di un rombo all'interno di un quadrato i cui angoli sono rettangoli delimitati da quadrati più piccoli. Questa sala era usata per ricevere gli ospiti.